# Camille Dahlet
Camille Dahlet, né à Saverne (Bas-Rhin) le 21 juillet 1883 et mort à Brumath (Bas-Rhin) le 28 décembre 1963, est un homme politique français.

## Biographie
Camille Paul Albert Dahlet est le fils de Peter Dahlet et de Marie Thérèse Aurélie Brunner. Militant autonomiste, orienté au centre-gauche (il a été membre du Parti radical-socialiste avant de se rapprocher de l'Alliance démocratique), Camille Dahlet est élu adjoint au maire de Strasbourg puis en 1928 député de Saverne sous l'étiquette du Parti progressiste (« Fortschrittspartei »), battant Charles Émile Altorffer, député sortant membre de la Gauche républicaine démocratique, lequel, bien que pasteur, est accusé par l'électorat protestant de la circonscription d'être trop proche des milieux catholiques.
En 1928, Camille Dahlet participe en tant qu'observateur, aux côtés notamment de l'autonomiste breton Maurice Duhamel, au Congrès des nationalités organisé à Genève sous l'égide de la Société des Nations. Ce Congrès était en réalité entièrement contrôlé par des partisans allemands du nazisme et prônait l'éclatement de l'État-Nation.
Par la suite, Camille Dahlet prend de très nettes distances avec l'aile pro-allemande du mouvement autonomiste alsacien et récuse toute collaboration avec l'Allemagne hitlérienne. Son courant politique demeure libéral et laïc, et il siège à la Chambre des députés, au sein de groupes parlementaires du centre-gauche jusqu'en 1936, rejoignant cette année le groupe des Indépendants d'action populaire, d'orientation sociale-chrétienne. Le 6 juin 1936, il vote la confiance au nouveau gouvernement de Front populaire de Léon Blum. Il contribue pourtant à un journal notoirement lié au nazisme, l'Elsass-lothringische Zeitung.
Le 10 juillet 1940, Camille Dahlet vote en faveur de la remise des pleins pouvoirs au Maréchal Pétain, puis cesse ensuite toute activité politique. Selon Marie-Joseph Bopp c'est un refus volontaire de travailler avec les nazis, selon Robert Heitz ce sont les Allemands qui se méfient de lui et le cantonnent dans sa pharmacie, « ce qui était peu rassurant pour sa clientèle, le bonhomme n'ayant pratiquement jamais exercé son métier de potard ».
Dans le journal qu’il a tenu pendant l’occupation allemande, Ma ville à l’heure nazie, Marie-Joseph Bopp raconte cette aventure curieuse à la date du 28 juin 1941 :

« Mon ami Paul Neidhardt a rencontré au Hohrodsberg le pharmacien Dahlet, frère du député Camille Dahlet. Un autre frère est garde général à Strasbourg ; il est très germanophile, celui-là. Ce dernier a un fils qui est resté en France inoccupée et qui est très français. Cela arrive dans nos familles ! Il refuse de rentrer et il a écrit à son père qu'un jour il reviendra avec les soldats français pour chasser les envahisseurs. Le garde général a décidé avec son frère, le pharmacien, d'envoyer en France le fils de ce dernier pour chercher son cousin trop français. Il part et lui aussi ne revient plus ! »

Le colmarien Bopp, pieux catholique de surcroit, connaissait sans doute mal le bas-rhinois Dahlet, protestant et franc-maçon, et l’on peut croire à une confusion : le pharmacien et le député n’étaient sans doute qu’une seule et même personne. L’anecdote est cependant significative quant à l’état d’esprit de la famille. Nous lisons dans Les droits d'usage de l'ancien comté de Dabo qu’un « Inspecteur des Eaux et Forêts DAHLET a géré les droits d'usage de Dabo et Engenthal de 1923 à 1941 ». Il se peut que le garde général ait perdu sa place après l’évasion de son fils.
Alors que les idées identitaires alsaciennes ont été largement disqualifiées par la collaboration avec le Nazisme, Camille Dahlet tente de maintenir son implantation politique et de continuer à promouvoir la cause autonomiste après la Libération, mais le résultat obtenu est dérisoire, sa liste n'obtenant que 3 % des voix aux élections législatives de 1956.
Il décède le 28 décembre 1963 à Brumath et est inhumé au Cimetière Saint-Nicolas de Saverne. Faute d'entretien, sa tombe est susceptible d'être détruite par la Mairie de Saverne qui a lancé un appel à ses héritiers éventuels en 2017.